# Mike Hoge
Michael „Mike“ Hoge ist ein deutscher Computerspieleentwickler. Als Mitbegründer des Entwicklerstudios Piranha Bytes war er maßgeblich an der Entwicklung der Gothic-Reihe und von Risen beteiligt.

## Leben
Hoge ist 2D-Grafiker und Schöpfer von Grafiken für Computerspiele. Er arbeitete am Game Design von D.O.G: Fight For Your Life bevor er zusammen mit mehreren ehemaligen Greenwood-Mitarbeitern 1997 Piranha Bytes gründete. Zunächst arbeitete er als Grafikdesigner, doch bereits bei der Entwicklung des ersten Gothic war er Hauptverantwortlicher für Story und Setting. Bei nachfolgenden Titeln übernahm er zudem die Projektleitung. Nach der Veröffentlichung des ersten Gothic-Teils arbeitete er mit einem Teil des Piranha-Bytes-Teams an einem Science-Fiction-Shooter mit Rollenspielelementen, der jedoch zugunsten von Gothic II aufgegeben wurde. Zuletzt arbeitete er beim Add-on zu Gothic 2 aktiv an der Story mit. Bei Gothic 3 und Risen erarbeitete er lediglich das Setting und den groben Story-Entwurf.
2014 kündigte Hoge an, unter dem Arbeitstitel „Spacetime“ ein im Weltall angesiedeltes Science-Fiction-Rollenspiel zu entwickeln. Dazu wurde unter dem Label Piranha Bytes Red ein Prototyp entwickelt. Zu diesem Projekt gab es allerdings Jahre lang keine weiteren Informationen, weshalb es als eingestellt gilt.